# Irina Litowtschenko
Irina Litowtschenko (russisch Ирина Литовченко, engl. Transkription Irina Litovchenko, geb. Бондарева – Bondarewa – Bondareva; * 29. Mai 1950) ist eine ehemalige russische Hürdenläuferin, die sich auf die 100-Meter-Distanz spezialisiert hatte.
Bei den Olympischen Spielen 1980 in Moskau wurde sie mit ihrer persönlichen Bestzeit von 12,84 s Sechste.